# Izquierda Unida (Costa Rica)
Izquierda Unida fue el nombre de una coalición electoral costarricense de partidos de izquierda; marxista-leninistas, trotskistas, comunistas, entre otros, que se unieron de cara a las elecciones presidenciales de Costa Rica de 2006 y desapareció poco después.

## Historia
El 23 de julio de 1995 se convocó a una asamblea nacional invitando a todas las corrientes de izquierda, pero el Partido del Pueblo Costarricense no participó. Con 254 personas de todo el país, se decide dar fundación al Partido del Pueblo Unido, con Trino Barrantes Araya como presidente. Para las elecciones del 2002 el Partido Pueblo Unido, el Partido Socialista Costarricense y el Partido Acción Democrática Alajuelense forman la Coalición Cambio 2000, con Jorge Walter Coto Molina como candidato. La izquierda, tanto Cambio 2000 como Fuerza Democrática sufren un duro golpe electoral quedando totalmente desterrados del poder político legislativo, al no lograr ni un solo diputado. En el 2005 se conforma la coalición Izquierda Unida.
Con Humberto Vargas Carbonell como candidato presidencial, y Trino Barrantes como principal candidato a diputado, Izquierda Unida no logró la diputación.

## Partidos y movimientos
| Partido/Movimiento | Partido/Movimiento                                            | Siglas | Escala             | Ideología           | Divisa |
| ------------------ | ------------------------------------------------------------- | ------ | ------------------ | ------------------- | ------ |
|                    | Movimiento Autónomo del Pueblo Unido                          | MAPU   | Nacional           | Socialismo          |        |
|                    | Movimiento de Trabajadores y Campesinos                       | MTC    | Limón              | Comunismo           |        |
|                    | Partido del Pueblo Costarricense                              | PPC    | Nacional           | Comunismo a la tica |        |
|                    | Partido Revolucionario de las Trabajadoras y los Trabajadores | PRT    | San José           | Troskismo           |        |
|                    | Partido Socialista de los Trabajadores                        | PST    | San José y Heredia | Troskismo           |        |
|                    | Vanguardia Popular                                            | PVP    | Nacional           | Marxismo-leninismo  |        |